# Rikki Tikki Company
Rikki Tikki Company A/S var en dansk virksomhed, grundlagt i 2000 af erhvervsmand Ib Møller. Interiørfirma blev i november 2017 taget under konkursbehandling ved Skifteretten i Aalborg.
Rikki Tikki Company havde 35 ansatte i Hadsund samt to i Norge og to i Fjernøsten.
Virksomheden producerede og solgte miniaturemodeller af kendte og historiske bygningsværker i Danmark. De producerede og solgte også de kendte Trip Trap Nisser og Rikki Tikki Ikoner. Rikki Tikki havde over 30 forskellige produkter. Firmaets produkter blev solgt i over 200 butikker i Danmark. Firmaet havde forhandlere i Tyskland, England, Belgien, Holland, Frankrig, Luxembourg, Island, Norge og Sverige.
Virksomheden produktsortiment siden 2000 var suppleret med populære produkter, f.eks. de verdensberømte udsmykkede køer fra de internationale CowParades som blev produceret og solgt af Rikki Tikki Company.
Tyskland, England og specielt Norge har i løbet af de sidste par år fået smag for virksomhedens produkter.
Hovedkvarteret lå i Hadsunds gamle jernbanestation Hadsund Syd Station på Hadsund Syd, mens deres lager lå i Hadsunds nordlige industrikvarter.

## Konkurs i 2017
Den 23. november 2017 blev Rikki Tikki taget under konkursbehandling ved Skifteretten i Aalborg. Rikki Tikki Company havde længe haft det svært økonomisk og havde den sidste tid svært ved at betale sine kreditorer. Firmaet havde i de seneste år haft svært ved at skabe et overskud i forretningen. I 2014 blev der et underskud på 3 millioner kroner, mens det i 2015 var et stykke over 4 millioner kroner.
Rikki Tikki Companys konkurs sker ganske få måneder at virksomheden tabte en rigtig stor sag i landsretten til nordjyske Klareborg Aps. Dermed mistede Rikki Tikki Company en af deres helt store succeser nemlig de kendte Trip Trap Nisser. Vestre Landsret satte punktum i langvarig strid mellem Rikki Tikki og Klarborg ApS om Rikki Tikkis ret til at sælge nisserne.
Klarborg Aps opsagde i juni 2015 sin samarbejdsaftale med Rikki Tikki Company, som havde solgt nisserne i 17 år under navnet Trip Trap for i stedet at anvende Klarborg-navnet.
Samarbejdsaftalen havde en opsigelse på to år, hvor Rikki Tikki Company måtte sælge ud af sit nisselager og ikke afgive nye ordrer. Rikki Tikki Company mente derimod, at firmaet i opsigelsesperioden fortsat godt måtte tage imod nye ordrer ind og sælge nisserne som hidtil. Klarborg Aps lagde herefter sag an mod Rikki Tikki Company, først i Sø- og Handelsretten og senere i Vestre Landsret og vandt.

## Trip Trap Nisserne
De første nisser blev sendt på gaden i 2000. Og hvert år sendes der mange nye par på markedet. Der findes over 100 forskellige nissepar, alene i år er der kommet 10 nye par. Nisserne er designet af Etly Klarborg, der i 20 år har beskæftiget sig med at designe keramiknisser. Etly Klarborg bor i Moseby i Vendsyssel. Nisserne sælges både i Danmark, Sverige og Norge.

## Historie
Rikki Tikki Company blev grundlagt i år 2000 af tidligere direktør Ib Møller. Han havde tidligere solgt sin femte virksomhed og det meste af sit livsværk, Trip Trap.
Som aktieselskab blev det startet i 2003.

## Firmanavn og logo
Rikki Tikki Company stammer fra barndommens Skagen. Rikki Tikki Companys navn stammer fra "Rikki Tikki Tavi" - Kiplings Junglebogens desmerdyr, og derfor er dets logo i dag et desmerdyr, der holder et agern.